# .sy
.sy je vrhovna internetska domena (country code top-level domain - ccTLD) za Siriju. Domenom upravlja Sirijska telekomunikacijska ustanova.

## Vanjske poveznice
- IANA .sy whois informacija  Arhivirana inačica izvorne stranice od 12. listopada 2008. (Wayback Machine)